# Slittino ai Giochi olimpici
La disciplina dello slittino entrò a far parte del programma dei Giochi olimpici invernali nell'edizione di Innsbruck 1964 nella quale presero il via atleti nelle specialità del singolo uomini, del singolo donne e del doppio, competizione un tempo aperta ad atleti di entrambi i sessi, ma nella quale parteciparono sempre coppie composte da soli uomini; dall'edizione di Soči 2014 fu introdotta la gara a squadre e quella di Milano Cortina 2026 vedrà il debutto del doppio donne.
Nel medagliere generale primeggiano gli slittinisti tedeschi: sommando in questa graduatoria anche i titoli ottenuti nel periodo in cui la Germania era suddivisa tra Est e Ovest, la squadra teutonica può vantare 38 dei 52 titoli finora assegnati e ben 87 delle 153 medaglie totali. Anche la squadra italiana e quella austriaca hanno ben figurato nelle competizioni olimpiche aggiudicandosi rispettivamente 7 e 6 delle restanti 14 medaglie d'oro e salendo sul podio in 43 occasioni.

## Medaglie assegnate
| Specialità     | 1964 | 1968 | 1972 | 1976 | 1980 | 1984 | 1988 | 1992 | 1994 | 1998 | 2002 | 2006 | 2010 | 2014 | 2018 | 2022 |
| -------------- | ---- | ---- | ---- | ---- | ---- | ---- | ---- | ---- | ---- | ---- | ---- | ---- | ---- | ---- | ---- | ---- |
| Singolo uomini | •    | •    | •    | •    | •    | •    | •    | •    | •    | •    | •    | •    | •    | •    | •    | •    |
| Singolo donne  | •    | •    | •    | •    | •    | •    | •    | •    | •    | •    | •    | •    | •    | •    | •    | •    |
| Doppio         | •    | •    | •    | •    | •    | •    | •    | •    | •    | •    | •    | •    | •    | •    | •    | •    |
| Gara a squadre |      |      |      |      |      |      |      |      |      |      |      |      |      | •    | •    | •    |

## Medagliere
Aggiornato a Pechino 2022. In corsivo le nazioni (o squadre) non più esistenti.
| Pos    | Nazione                   | Oro | Argento | Bronzo | Totale |
| ------ | ------------------------- | --- | ------- | ------ | ------ |
| 1      | Germania                  | 22  | 12      | 9      | 43     |
| 2      | Germania Est              | 13  | 8       | 8      | 29     |
| 3      | Italia                    | 7   | 4       | 7      | 18     |
| 4      | Austria                   | 6   | 10      | 9      | 25     |
| 5      | Squadra Unificata Tedesca | 2   | 2       | 1      | 5      |
| 6      | Germania Ovest            | 1   | 4       | 5      | 10     |
| 7      | Unione Sovietica          | 1   | 2       | 3      | 6      |
| 8      | Stati Uniti               | 0   | 3       | 3      | 6      |
| 9      | Russia                    | 0   | 3       | 0      | 3      |
| 10     | Lettonia                  | 0   | 1       | 4      | 5      |
| 11     | Canada                    | 0   | 1       | 1      | 2      |
| 12     | ROC                       | 0   | 0       | 1      | 1      |
| Totale | Totale                    | 52  | 50      | 51     | 153    |

## Lo slittino e l'Olimpiade

### L'ammissione nel programma olimpico
Nonostante lo slittino sia di gran lunga la più antica delle discipline tra gli sport della slitta fu l'ultimo in ordine di tempo ad apparire nel programma olimpico. Le prime gare di slittino di cui si hanno notizie risalgono al 1480 in Norvegia ed al 1552 presso i Monti Metalliferi, zona attualmente di confine tra la Germania e la Repubblica Ceca, mentre per quanto riguarda skeleton e bob le prime competizioni risalgono rispettivamente al 1884 ed al 1898, entrambe sulla Cresta run a Sankt Moritz; al contrario l'introduzione dello slittino tra le discipline olimpiche avvenne solo ad Innsbruck 1964, a differenza del bob, previsto nel programma dei Giochi fin dalla prima edizione di Chamonix-Mont-Blanc 1924, e dello skeleton, che esordì a Sankt Moritz 1928.
Nel 1935, con la volontà di poter ammettere anche lo slittino tra le discipline in programma ai Giochi olimpici, l'Internationaler Schlittensportverband, ovverosia la federazione che governava lo slittino fin dal 1913, venne incorporata dalla Fédération Internationale de Bobsleigh et de Tobogganing (FIBT), che disciplinava gli sport olimpici del bob e dello skeleton e che era dunque una federazione ufficialmente riconosciuta dal Comitato Olimpico Internazionale (CIO). Nel febbraio di quello stesso anno si tenne ad Oslo la riunione del comitato esecutivo del CIO che, tra le diverse richieste, discusse anche quella della FIBT di aggiungere lo slittino al programma dei Giochi olimpici previsti a Garmisch-Partenkirchen 1936; l'allora presidente del CIO Henri de Baillet-Latour fece notare che nessuna richiesta ufficiale era stata previamente presentata al comitato e, dopo aver consultato il presidente del comitato organizzatore dei IV Giochi olimpici invernali, Karl Ritter von Halt, decise di non ammettere lo slittino ai Giochi di Garmisch-Partenkirchen in quanto era "ormai troppo tardi per modificare il programma designato" per quell'edizione delle Olimpiadi.
Con lo scoppio della II guerra mondiale nel 1939 i Giochi olimpici furono momentaneamente cancellati e così anche la possibile ammissione della disciplina ai Giochi passò in secondo piano, ma negli anni cinquanta la richiesta venne nuovamente presentata dalla FIBT al CIO, che nel corso della 49ª riunione del comitato esecutivo tenutosi ad Atene nel maggio del 1954 e presieduta da Avery Brundage decise che "lo slittino avrebbe sostituito lo skeleton all'interno del programma dei Giochi olimpici invernali".
L'esordio della disciplina era dunque atteso per l'edizione di Squaw Valley 1960, ma durante il 53º congresso della commissione esecutiva del CIO, tenutosi a Sofia nel settembre del 1957, il presidente del comitato organizzatore dei Giochi Prentis G. Hale comunicò la scelta di non far disputare le gare del bob, e conseguentemente anche quelle dello slittino, a causa dei costi troppo elevati che avrebbe comportato la costruzione di una pista e delle poche nazioni che sarebbero state disponibili a competere in quegli eventi. A nulla valsero le proteste di alcuni membri del CIO e nonostante le città di Garmisch-Partenkirchen, Sankt Moritz e Lake Placid manifestarono la loro disponibilità ad ospitare quelle gare olimpiche sulle loro piste, la commissione esecutiva del CIO confermò la decisione di escludere queste discipline dagli VIII Giochi olimpici invernali.
Solo nel corso della 58ª riunione del CIO tenutasi ad Atene nel giugno 1961 si ebbe la certezza che lo slittino avrebbe fatto il suo esordio ai Giochi. Durante la presentazione di un rapporto del comitato organizzatore dei IX Giochi olimpici invernali, Albert Mayer, quale membro del CIO in rappresentanza della Svizzera, parlò in favore dell'introduzione dello sport dello slittino alle Olimpiadi di Innsbruck 1964; la commissione esecutiva ratificò quindi l'ingresso ai Giochi della disciplina nelle specialità del singolo uomini, del singolo donne e del doppio, recependo tutte le specifiche predisposte dalla Fédération Internationale de Luge de Course (FIL), nuova federazione di riferimento per il movimento slittinistico nata dalla separazione della rappresentanza dello slittino in seno alla FIBT avvenuta nel 1957.

### L'inclusione della gara a squadre
Fin dai primi anni novanta la FIL ha più volte presentato istanze al Comitato Olimpico Internazionale al fine di aumentare il numero degli eventi legati allo slittino nel programma dei Giochi: Nel 1991 l'allora presidente della FIL Bert Isatitsch, nel corso del 97º meeting del comitato esecutivo del CIO tenutosi a Birmingham provò ad inserire la neonata gara a squadre nel novero delle prove che sarebbero state presenti a Nagano 1998, ma la commissione rifiutò motivando che "l'introduzione di questo tipo di competizione avrebbe creato un precedente ed avrebbe spinto alla creazione di gare similari anche negli altri sport".
La FIL però non si arrese e nel corso degli anni seguenti Josef Fendt, già slittinista medagliato alle Olimpiadi che successe ad Isatitsch alla guida della federazione, più volte ripropose al CIO la candidatura di tale specialità: ma sia al congresso del comitato esecutivo del CIO tenutosi nel 2002 a Losanna, sia in quello del 2006 a Kuwait City la risposta fu negativa. Fendt decise allora di modificare il format della gara a squadre per renderla più simile ad una staffetta, introducendo un vero e proprio passaggio del testimone tra i concorrenti: non si tratta più di fare la semplice somma dei tempi ottenuti dai componenti della squadra, bensì ogni atleta, al termine della propria discesa, deve toccare un pannello posto sopra la linea del traguardo che attiva l'apertura automatica del cancelletto permettendo così la discesa del compagno seguente ed il tempo della gara si interrompe solo all'arrivo sul traguardo dell'ultimo "staffettista". Tale scelta si rivelò vincente, infatti il comitato esecutivo del CIO, nella riunione avvenuta a Londra nel 2011, ratificò l'ingresso di questa quarta specialità nel novero delle gare olimpiche.

### L'inserimento del doppio donne
Uno dei principali obiettivi dichiarati nel corso dell'assemblea generale del CIO svoltasi a Monaco nel 2014 fu l'intento di azzerare il divario di genere esistente tra i partecipanti alle competizioni olimpiche, la FIL colse quindi l'occasione per ampliare il numero di gare in programma istituendo una nuova specialità: quella del doppio donne; fin dalla sua istituzione infatti, la prova del doppio è sempre stata aperta ad atleti di ambo i sessi, ma, ad eccezione degli esordi della disciplina in cui non era insolito veder gareggiare anche le donne, si è poi sempre preferito formare coppie composte da soli uomini per via del maggior peso e della superiore potenza in spinta che rende dunque più conveniente per le squadre schierare atleti di sesso maschile. Dopo un primo periodo di studi circa la fattibilità della nuova specialità, questa venne dapprima testata a livello giovanile nella stagione 2018/19 e successivamente entrò a far parte del circuito internazionale anche a livello assoluto a partire dal 2021/22; conseguentemente il comitato esecutivo del CIO, nella riunione svoltasi a Losanna nel 2022, sancì l'inserimento nel programma olimpico del doppio donne e decise altresì che questa specialità sarebbe stata inserita anche nella prova della staffetta, che si sarebbe dunque composta da quattro discese: una del singolo e una del doppio sia per gli uomini e sia per le donne.

### Le edizioni

#### I IX Giochi olimpici invernali
Lo slittino fece dunque il suo esordio ad Innsbruck 1964, ma la vigilia di questo evento fu funestata dalla morte dello slittinista britannico Kazimierz Skrzypecki in seguito ai danni subiti dopo una rovinosa uscita di pista durante le prove.
Le gare in programma furono tre: il singolo uomini, il singolo donne ed il doppio; sul tracciato di Igls, appositamente costruito per l'occasione, videro il via un totale di 68 partenti in rappresentanza di 12 nazioni; gli atleti tedeschi, che nonostante la divisione tra Germania Est e Germania Ovest si presentarono insieme sotto il nome di Squadra Unificata Tedesca, dominarono le gare del singolo, piazzando nell'ordine Thomas Köhler, Klaus-Michael Bonsack e Hans Plenk sui tre gradini del podio nella gara maschile ed ottenendo il primo ed il secondo posto in quella femminile grazie a Ortrun Enderlein e Ilse Geisler, mentre terza giunse l'austriaca Helene Thurner. Nel doppio fu la rappresentativa austriaca ad aggiudicarsi la medaglia d'oro e quella d'argento, rispettivamente con le coppie formate da Josef Feistmantl e Manfred Stengl e da Reinhold Senn e Helmut Thaler, con il duo italiano composto da Walter Außendorfer e Sigisfredo Mair che conquistò il bronzo.

#### I X Giochi olimpici invernali
Alle Olimpiadi di Grenoble 1968 le gare di slittino si tennero sulla pista di Villard-de-Lans, già sede dei mondiali del 1959; nelle tre specialità previste parteciparono 87 slittinisti provenienti da 15 paesi.
In questa edizione si consumò anche il più grande scandalo sportivo mai avvenuto nella storia di questa disciplina: mentre era in corso la terza manche del singolo femminile, infatti, un delegato della FIL scoprì che le slitte delle atlete tedesche orientali erano state alterate riscaldando i pattini, pratica proibita che rende minore l'attrito della lama sul ghiaccio. Conseguentemente la detentrice del titolo Ortrun Enderlein, Anna-Maria Müller e Angela Knösel, che si trovavano rispettivamente in prima, seconda e quarta posizione furono squalificate e, dopo l'annullamento della quarta discesa per via della temperatura troppo mite che aveva ormai compromesso la pista, la medaglia d'oro fu assegnata all'italiana Erika Lechner, seguita dalle tedesche dell'Ovest Christina Schmuck e Angelika Dünhaupt. Nel singolo uomini i tedeschi orientali Thomas Köhler e Klaus-Michael Bonsack scesero di un gradino rispetto al podio di quattro anni prima, battuti dall'austriaco Manfred Schmid, ma seppero rifarsi nel doppio, conquistando il titolo olimpico proprio davanti allo stesso Schmid in coppia con Ewald Walch, mentre la medaglia di bronzo andò al duo della Germania Ovest composto da Wolfgang Winkler e Fritz Nachmann.

#### Gli XI Giochi olimpici invernali
I Giochi di Sapporo 1972 segnarono un piccolo traguardo, fu infatti la prima volta che una competizione internazionale ufficiale di slittino si disputava fuori dai confini europei; nelle tre gare in programma sulla pista di monte Teine si confrontarono 13 nazioni per un totale di 84 slittinisti.
In questa rassegna vi fu il primo, ed a tutt'oggi unico, caso di ex aequo in una prova olimpica di slittino: nel doppio la coppia italiana formata da Paul Hildgartner e Walter Plaikner e quella tedesca orientale composta da Horst Hörnlein e Reinhard Bredow si aggiudicarono entrambe la medaglia d'oro, avendo fatto segnare lo stesso tempo al centesimo di secondo dopo le due discese in programma. La medaglia italiana fu anche l'unica ottenuta da atleti che non rappresentassero la Germania Est: il podio del doppio fu infatti completato da Klaus-Michael Bonsack e Wolfram Fiedler, mentre nelle gare del singolo vi fu l'en plein, rispettivamente con Wolfgang Scheidel, Harald Ehrig e ancora Wolfram Fiedler nella gara riservata agli uomini e con Anna-Maria Müller, Ute Rührold e Margit Schumann in quella per le donne.

#### I XII Giochi olimpici invernali
Per le Olimpiadi di Innsbruck 1976 le gare di slittino si svolsero, come dodici anni prima, nella località di Igls, ma per l'occasione la pista medesima fu radicalmente modificata: venne infatti creato un unico tracciato capace di ospitare sia le gare dello slittino sia quelle del bob, contrariamente a quanto era stato fatto nelle tre precedenti edizioni olimpiche, ed inoltre per la prima volta venne installato un sistema di refrigerazione artificiale lungo il tracciato composto da più di 60 chilometri di tubazioni in cui venne pompato del liquido refrigerante, in modo da evitare che le condizioni climatiche esterne condizionassero l'effettuazione delle gare, limitando il deterioramento della pista. 98 furono gli atleti in gara provenienti da 16 differenti paesi.
La prova del singolo uomini fu vinta dal tedesco orientale Dettlef Günther, che precedette il rappresentante della Germania Ovest Josef Fendt ed il connazionale Hans Rinn; lo stesso Rinn in coppia con Norbert Hahn trionfò nel doppio, precedendo l'equipaggio tedesco occidentale composto da Hans Brandner e Balthasar Schwarm ed il duo austriaco di Rudolf Schmid e Franz Schachner. Nella prova femminile le due atlete della Germania Est Margit Schumann e Ute Rührold, già a medaglia nella precedente rassegna dei Giochi, occuparono i primi due gradini del podio, mentre terza giunse la tedesca dell'Ovest Elisabeth Demleitner.

#### I XIII Giochi olimpici invernali
A Lake Placid 1980 sul tracciato di monte Van Hoevenberg si sfidarono 80 atleti per un totale di 14 nazioni in gara e di queste furono ben 5 quelle che riuscirono a portare a casa una medaglia; inoltre per la prima, ed a tutt'oggi unica, volta la medaglia d'oro fu conquistata da uno slittinista proveniente da uno Stato non alpino.
L'impresa riuscì alla rappresentante sovietica Vera Zozulja, che nella gara riservata alle donne riuscì a precedere la tedesca orientale Melitta Sollmann e l'altra slittinista dell'URSS Ingrīda Amantova. Nella gara del doppio Hans Rinn e Norbert Hahn bissarono il titolo vinto quattro anni prima, battendo la coppia azzurra formata da Peter Gschnitzer e Karl Brunner e quella austriaca costituita da Georg Fluckinger e Karl Schrott, mentre nel singolo uomini la vittoria andò al tedesco dell'Est Bernhard Glass, secondo fu l'italiano Paul Hildgartner e terzo il tedesco occidentale Anton Winkler.

#### I XIV Giochi olimpici invernali
I Giochi di Sarajevo 1984 si disputarono sulla pista situata sul monte Trebević e videro al via 81 slittinisti in rappresentanza di 17 paesi. L'italiano Paul Hildgartner, grazie alla vittoria nel singolo uomini, riuscì ad eguagliare l'impresa raggiunta dal tedesco orientale Thomas Köhler nelle prime due edizioni delle Olimpiadi; questi due atleti sono infatti i soli ad aver ottenuto la medaglia d'oro sia nella specialità del singolo sia in quella del doppio.
Dietro ad Hildgartner, sul podio del singolo uomini, salirono i due sovietici Sergej Danilin e Valerij Dudin, mentre nella gara femminile i primi tre posti furono occupati dalla tre tedesche dell'Est Steffi Martin, Bettina Schmidt e Ute Weiß. La prova del doppio fu vinta dai tedeschi occidentali Hans Stangassinger e Franz Wembacher, secondi furono i sovietici Evgenij Belousov e Aleksandr Beljakov e terzi i tedeschi orientali Jörg Hoffmann e Jochen Pietzsch.

#### I XV Giochi olimpici invernali
Le gare di slittino in programma alle Olimpiadi di Calgary 1988 furono disputate sulla pista del Canada Olympic Park, sulla quale si affrontarono 90 atleti provenienti da 22 differenti nazioni.
Come nell'edizione precedente la prova femminile fu monopolizzata dalle tedesche orientali e proprio come a Sarajevo a vincere fu Steffi Martin, anche se dopo il matrimonio aveva acquisito il cognome del marito ed era quindi conosciuta come Steffi Walter, divenendo quindi la prima donna capace di vincere due medaglie d'oro olimpiche nella storia dello slittino; il podio fu completato da Ute Oberhoffner, anch'essa già a medaglia quattro anni prima con il cognome da nubile, e da Cerstin Schmidt. La gara del doppio fu anch'essa dominata dai tedeschi orientali che conquistarono il primo ed il secondo posto rispettivamente con le coppie composte da Jörg Hoffmann e Jochen Pietzsch e da Stefan Krauße e Jan Behrendt ed in terza posizione si classificarono Thomas Schwab e Wolfgang Staudinger per la Germania Ovest; anche il singolo maschile vide la vittoria di un tedesco dell'Est: Jens Müller batté infatti il rappresentante occidentale Georg Hackl ed il sovietico Jurij Charčenko.

#### I XVI Giochi olimpici invernali
Ad Albertville 1992, grazie alla caduta del Muro di Berlino che diede la spinta definitiva alla riunificazione delle due Germanie, un'unica squadra tedesca si presentò al via della competizioni per la prima volta dall'edizione del 1964; le discese si tennero sulla pista di La Plagne e videro la partecipazione di 89 slittinisti in rappresentanza di 22 paesi.
Nella gara riservata alle donne si assistette ad una "guerra fratricida": i primi due posti furono infatti occupati dalle sorelle austriache Doris e Angelika Neuner, che dopo le quattro discese in programma risultarono staccate tra loro di soli sette centesimi di secondo, mentre la tedesca Susi Erdmann si piazzò terza; nel singolo uomini vinse il tedesco Georg Hackl davanti ai due austriaci Markus Prock e Markus Schmidt e nel doppio l'oro andò alla coppia teutonica Stefan Krauße e Jan Behrendt, che precedettero i connazionali Yves Mankel e Thomas Rudolph e gli italiani Hansjörg Raffl e Norbert Huber.

#### I XVII Giochi olimpici invernali
A seguito alla decisione presa dal CIO nel 1986, volta ad evitare che le Olimpiadi estive e quelle invernali si disputassero nel medesimo anno, dopo solo due anni dall'edizione di Albertville si celebrarono i Giochi olimpici di Lillehammer 1994; la pista di Hunderfossen ospitò le tre gare in programma, nelle quali si sfidarono 92 atleti per un totale di 25 nazioni presenti; per la prima volta non fu la nazionale tedesca a primeggiare nel medagliere, battuta dalla squadra italiana.
Anche in questa rassegna olimpica, come in quella precedente, si assistette ad una gara in famiglia per l'assegnazione del titolo, ma questa volta fu nel doppio: Wilfried Huber, in coppia con Kurt Brugger, batté l'altro duo azzurro formato dal fratello Norbert e da Hansjörg Raffl, mentre al terzo posto giunse il doppio tedesco di Stefan Krauße e Jan Behrendt. Il singolo uomini vide i primi due gradini del podio nuovamente occupati da Georg Hackl e Markus Prock, seguiti dall'italiano Armin Zöggeler alla sua prima di una serie di sei medaglie consecutive nella disciplina; nella gara femminile la vittoria andò all'italiana Gerda Weissensteiner, medaglia d'argento fu la portacolori della Germania Susi Erdmann e l'austriaca Andrea Tagwerker si aggiudicò il bronzo. Negli anni successivi le stesse Weissensteiner ed Erdmann, dopo che la specialità del bob a due femminile venne inserita tra le prove olimpiche, divennero piloti di bob; a tutt'oggi sono state le sole atlete capaci di centrare il podio a cinque cerchi in entrambe le discipline.

#### I XVIII Giochi olimpici invernali
La pista Spiral di Iizuna ospitò le gare di slittino dei Giochi di Nagano 1998, sulla quale si cimentarono 93 slittinisti provenienti da 24 paesi. Per la prima volta non tutte le medaglie furono conquistate da atleti europei, infatti la nazionale statunitense portò a casa un argento ed un bronzo.
Questo avvenne precisamente nella gara del doppio che vide giungere, dietro al duo tedesco composto da Stefan Krauße e Jan Behrendt, alla loro quarta medaglia olimpica consecutiva nella specialità, al secondo ed al terzo posto le due coppie americane di Christopher Thorpe e Gordon Sheer e di Mark Grimmette e Brian Martin. Nel singolo uomini la gara fu vinta dal tedesco Georg Hackl, anche lui a podio nella stessa gara nelle precedenti tre edizioni dei Giochi, ma anche al suo terzo oro consecutivo, impresa mai riuscita a nessun altro slittinista; gli altri due gradini del podio furono occupati dall'italiano Armin Zöggeler e dall'altro tedesco Jens Müller. La prova riservata alle donne si concluse con la vittoria della teutonica Silke Kraushaar davanti alla connazionale Barbara Niedernhuber ed all'austriaca Angelika Neuner.

#### I XIX Giochi olimpici invernali
Le Olimpiadi di Salt Lake City 2002 si disputarono sulla pista dello Utah Olympic Park; al via si presentarono 110 atleti in rappresentanza di 26 nazioni.
La gara del singolo maschile fu vinta dall'italiano Armin Zöggeler che precedette il tedesco Georg Hackl e l'austriaco Markus Prock; grazie a questo risultato Hackl divenne il primo atleta nella storia dei Giochi olimpici a conquistare cinque medaglie nella stessa specialità in una competizione individuale. La prova femminile fu dominata dalla Germania, che vinse tutte e tre le medaglie in palio per merito di Sylke Otto, Barbara Niedernhuber e Silke Kraushaar; la gara del doppio vide il trionfo dei tedeschi Patric Leitner e Alexander Resch, mentre secondi e terzi si classificarono due coppie americane, come nell'edizione precedente: l'argento andò a Mark Grimmette e Brian Martin ed il bronzo a Christopher Thorpe e James Ives.

#### I XX Giochi olimpici invernali
Le gare di slittino dei Giochi di Torino 2006 vennero svolte sul tracciato Cesana Pariol sulla quale si confrontarono 24 nazioni per un totale di 108 slittinisti in gara.
Per la prima volta fu una coppia di fratelli ad aggiudicarsi la medaglia d'oro: successe nel doppio grazie agli austriaci Andreas e Wolfgang Linger, i quali batterono i due tedeschi André Florschütz e Torsten Wustlich e gli italiani Gerhard Plankensteiner e Oswald Haselrieder. Nelle due specialità individuali si riconfermarono campioni i vincitori di Salt Lake City: negli uomini Armin Zöggeler trionfò davanti al russo Al'bert Demčenko ed al lettone Mārtiņš Rubenis, mentre tra le donne Sylke Otto precedette le connazionali Silke Kraushaar e Tatjana Hüfner.

#### I XXI Giochi olimpici invernali
L'edizione dei Giochi di Vancouver 2010, come già accadde per quella di Innsbruck 1964, fu turbata dalla morte di uno slittinista durante i turni di prova immediatamente precedenti l'inizio delle gare; lungo il tracciato del Whistler Sliding Centre l'atleta georgiano Nodar Kumarit'ashvili perse il controllo del proprio mezzo e fu sbalzato fuori dalla pista andando tragicamente a sbattere contro un palo metallico poco distante.
108 furono gli atleti a prendere il via nelle tre gare in programma in rappresentanza di 25 paesi; nel singolo femminile la tedesca Tatjana Hüfner conquistò la medaglia d'oro davanti all'austriaca Nina Reithmayer ed all'altra tedesca Natalie Geisenberger. Nel doppio i fratelli Linger si confermarono campioni sopravanzando un'altra coppia di fratelli: i lettoni Andris e Juris Šics, al terzo posto invece giunse il duo germanico formato da Patric Leitner e Alexander Resch. Nell'individuale uomini a vincere fu il tedesco Felix Loch, la medaglia d'argento andò al connazionale David Möller ed il bronzo all'italiano Armin Zöggeler.

#### I XXII Giochi olimpici invernali
A Soči 2014 furono in gara 108 slittinisti provenienti da 24 differenti nazioni e sulla pista Sanki per la prima volta furono assegnati quattro titoli: oltre alle tre classiche prove, in calendario fin dall'esordio olimpico della disciplina avvenuto ai Giochi di Innsbruck 1964, si disputò infatti la gara a squadre.
Felix Loch riconfermò il titolo nel singolo uomini, battendo il russo Al'bert Demčenko e l'italiano Armin Zöggeler, con questo podio l'azzurro riuscì a superare il record del tedesco Hackl del numero di medaglie conquistate nel singolo e divenne il primo atleta, e a tutt'oggi l'unico, nella storia dei Giochi olimpici capace di salire su podio in sei diverse edizioni nella stessa specialità individuale. Nella prova femminile la vittoria andò alla tedesca Natalie Geisenberger che superò la connazionale Tatjana Hüfner e la statunitense Erin Hamlin; grazie a questo risultato la Hamlin divenne la prima donna non europea a conquistare una medaglia olimpica nello slittino. La gara del doppio vide il trionfo della coppia teutonica formata da Tobias Wendl e Tobias Arlt, al secondo posto giunsero i fratelli austriaci Linger che, come quattro anni prima, precedettero sul traguardo i fratelli lettoni Šics. La nazionale tedesca confermò il suo predominio in questi Giochi anche nella prova a squadre, vincendo l'oro con Geisenberger, Loch, Wendl e Arlt, l'argento andò alla Russia di Tat'jana Ivanova, Demčenko, Aleksandr Denis'ev e Vladislav Antonov, ed il bronzo fu conquistato dalla formazione lettone composta da Elīza Tīruma, Mārtiņš Rubenis e i fratelli Šics.
A seguito dello scandalo doping che ha coinvolto la Russia la commissione disciplinare del Comitato Olimpico Internazionale riesaminò diversi campioni di sangue e urine degli atleti russi che avevano preso parte ai Giochi di Soči 2014 ed il 22 dicembre 2017 prese atto delle violazioni alle normative antidoping compiute da Al'bert Demčenko e Tat'jana Ivanova e conseguentemente annullò i risultati ottenuti dai due slittinisti, compreso quello conseguito nella gara a squadre; successivamente il 1º febbraio 2018 il Tribunale Arbitrale dello Sport accolse il ricorso presentato dai due atleti russi revocando così tutte le sanzioni comminate loro dal CIO.

#### I XXIII Giochi olimpici invernali
La pista dell'Alpensia Sliding Centre di Daegwallyeong ha ospitato le gare di slittino dei Giochi di Pyeongchang 2018, sulla quale hanno gareggiato 110 slittinisti provenienti da 24 paesi.
Nel singolo uomini la vittoria è andata all'austriaco David Gleirscher, al suo primo podio in una competizione internazionale assoluta, precedendo lo statunitense Christopher Mazdzer, il primo non europeo a salire sul podio olimpico nella specialità, e il tedesco Johannes Ludwig. Nelle altre tre prove si sono riconfermati campioni i vincitori di Soči: nelle donne la teutonica Natalie Geisenberger ha trionfato davanti alla connazionale Dajana Eitberger e alla canadese Alex Gough; nella prova a coppie i tedeschi Tobias Wendl e Tobias Arlt hanno sopravanzato gli austriaci Peter Penz e Georg Fischler e i conterranei Toni Eggert e Sascha Benecken; nella gara a squadre ha trionfato la nazionale della Germania composta da Geisenberger, Ludwig, Wendl e Arlt, al secondo posto è giunta la squadra canadese costituita da Gough, Samuel Edney, Tristan Walker e Justin Snith e terza è stata la formazione austriaca di Madeleine Egle, Gleirscher, Penz e Fischler.

#### I XXIV Giochi olimpici invernali
Le Olimpiadi di Pechino 2022 si disputarono sul tracciato del National Sliding Centre; al via si presentarono 104 atleti in rappresentanza di 26 nazioni.
La gara del singolo maschile fu vinta dal tedesco Johannes Ludwig che precedette l'austriaco Wolfgang Kindl e l'italiano Dominik Fischnaller; la prova femminile fu dominata dalla Germania, che vinse sia la medaglia d'oro con Natalie Geisenberger sia quella d'argento con Anna Berreiter, invece il bronzo andò alla rappresentante del Comitato Olimpico Russo Tat'jana Ivanova; anche la gara del doppio vide i primi due posti occupati da due coppie tedesche: Tobias Wendl e Tobias Arlt sopravanzarono Toni Eggert e Sascha Benecken, mentre terzi si classificarono gli austriaci Thomas Steu e Lorenz Koller; La squadra della Germania vinse il titolo olimpico anche nella prova a staffetta grazie a Geisenberger, Ludwig, Wendl e Arlt, la seconda posizione fu occupata da quella austriaca composta da Madeleine Egle, Kindl, Steu e Koller, e la terza andò a quella lettone di Elīza Tīruma, Kristers Aparjods, Mārtiņš Bots e Roberts Plūme.
Conquistando il titolo per la terza volta consecutiva nelle loro rispettive specialità, sia la Geisenberger sia il duo Wendl-Arlt appaiarono il connazionale Georg Hackl in testa alla classifica dei plurivincitori. A queste medaglie d'oro però vanno aggiunte anche le altre da loro ottenute nelle prove a squadre, per un totale di sei titoli olimpici ottenuti; la Geisemberger inoltre divenne la prima donna in grado di salire sul podio in quattro edizioni consecutive dei Giochi.